# Tygodniowy Przegląd Literacki Koła Pisarzy z Polski
„Tygodniowy Przegląd Literacki Koła Pisarzy z Polski” – polskie czasopismo ukazujące się w Nowym Jorku w latach 1941-1943.
Pierwszy numer pisma, wydany na powielaczu, ukazał się 1 listopada 1941, ostatni – 1 stycznia 1943. Z pismem związani byli m.in. Jan Lechoń i Kazimierz Wierzyński. Pismo z założenia kierowane miało być zarówno do wcześniejszych emigrantów, jak i uchodźców wojennych, jednak w praktyce było silniej związane z problemami emigracji wojennej. Kontynuację pisma stanowił „Tygodnik Polski”.